# Nobilowie
Nobilowie (od łac. nobilis „szlachetny”) – wyłonili się na przełomie III i II wieku p.n.e. spośród arystokracji senatorskiej. Byli właścicielami latyfundiów w Rzymie, piastowali godności senatorskie i urzędy, często dziedzicznie, gdyż zasługi dziadów i ojców dla republiki były istotnym argumentem przy wyborach ich synów i wnuków. Stanowiska dawały im okazję do pomnażania majątku. Dodatkowo po zakończeniu urzędowania, na mocy decyzji senatu otrzymywali w namiestnictwo prowincje. Zabiegali o popularność wśród proletariatu, rozdając zboże i organizując zawody cyrkowe. Do nobilitias należało około 25 rodzin, wywodzących się z patrycjuszy i najbogatszych rodów plebejuszy.